# Chubby Checker
Chubby Checker (Spring Gulley, 1941. október 3. –) Grammy-díjas amerikai rock and roll énekes.
Az örökké mosolygó afroamerikai fiú kiskorától kezdve gyakran mókázott, énekelt, táncolt. Osztálytársait, aztán bolti vásárlóit szórakoztatta. Főnöke biztatására készítette el első lemezét, amelyen már a Chubby Checker művésznevet használta és ismert énekeseket parodizált.
Let’s Twist Again c. dalával kezdődött a világot meghódító twistőrület. The twist című dala kétszer is vezette a Billboard-listát, ami páratlan a lajstrom történetében.

## Diszkográfia
- Chubby Checker (1960)
- Twist with Chubby Checker (1960)
- It’s Pony Time (1961)
- Let’s Twist Again (1961)
- For Teen Twisters Only (1962)
- Limbo Party (1962)
- Let’s Limbo Some More (1963)
- Chubby Checker In Person (1963)
- Folk Album (1964)
- Discotheque (1965)
- Chubby Checker’s Greatest Hits (1972)
- Texas Twist (2001)
- Chubby Checker Live (2002)
- Let’s Twist Again (2002)
- King of Twist (2012)